# ألبرت لوري جرول
ألبرت لوري جرول: (بالإنجليزية: Albert Lorey Groll)‏ (ولد في 1866 - توفي في 1952) هو رسام أمريكي ولد في نيويورك، ودرس في الأكاديمية الملكية في ميونخ. وكان يركز في لوحاته على تصوير الحياة الريفية في الولايات المتحدة.